# Hello! SATOYAMA&SATOUMI Club
『Hello! SATOYAMA&SATOUMI Club 〜Next〜』（ハローさとやまさとうみクラブ ネクスト）は2022年4月3日からアール・エフ・ラジオ日本で放送されているラジオ番組。旧タイトルは2014年4月5日から2022年3月26日まで放送された『Hello! SATOYAMA&SATOUMI Club』（ハローさとやまさとうみクラブ）。

## 概要
『SATOYAMA & SATOUMI movement』の関連番組。「Next」からは里山里海に加えてSDGs（持続可能な開発目標）もテーマとなる。
『ヨコハマ・ラジアンヌスタイル』の番組コーナー「SATOYAMA in KANAGAWA」を発展させる形で番組が（土曜日深夜に）開始された。
2022年4月より、日曜日深夜に放送されていた『ハロプロ研修生の只今ラジオ勉強中!!』と番組が合体しリニューアル。
ハロプロ研修生から選ばれたロージークロニクルのメンバーは2024年6月30日深夜（7月1日未明）まで出演。

## 出演者

### ナビゲーター
パーソナリティ、番組MCの呼称は「ナビゲーター」。
| 出演者                         | 初出演         |
| ------------------------------ | -------------- |
| 小野瑞歩（つばきファクトリー） | 2017年07月01日 |
| 高瀬くるみ（BEYOOOOONDS）      | 2019年07月20日 |

### ハロプロ研修生
| 出演者     | 初出演         |
| ---------- | -------------- |
| 林仁愛     | 2024年03月24日 |
| 牧野永愛   | 2024年05月05日 |
| 西村乙輝   | 2024年07月07日 |
| 浅野優莉花 | 2024年07月21日 |
| 宮越千尋   | 2024年08月04日 |
| 大坪茉乃   | 2024年08月18日 |
| 吉田光里   | 2024年09月01日 |
| 杉原明紗   | 2024年09月29日 |
| 服部琉愛   | 2024年10月13日 |

### 過去の出演者
| 出演者                           | 出演期間                        | 脚注     |
| -------------------------------- | ------------------------------- | -------- |
| 須藤茉麻（Berryz工房）           | 2014年04月18日 - 2015年01月31日 |          |
| 矢島舞美（℃-ute）                | 2014年04月25日 - 2017年05月20日 |          |
| 宮崎由加（Juice=Juice）          | 2014年04月05日 - 2019年06月15日 |          |
| 岸本ゆめの（つばきファクトリー） | 2019年11月09日 - 2019年11月16日 | [ 注 1 ] |

| 出演者     | 出演期間                        |
| ---------- | ------------------------------- |
| 石山咲良   | 2022年04月24日 - 2022年05月08日 |
| 川嶋美楓   | 2022年08月28日 - 2023年05月21日 |
| 下井谷幸穂 | 2022年11月06日 - 2023年03月26日 |
| 後藤花     | 2022年07月10日 - 2023年06月04日 |
| 小野田華凜 | 2022年04月03日 - 2023年11月26日 |
| 上村麗菜   | 2022年11月13日 - 2023年12月24日 |
| 松原ユリヤ | 2022年04月10日 - 2024年03月17日 |
| 村越彩菜   | 2022年06月12日 - 2024年04月28日 |
| 橋田歩果   | 2022年05月29日 - 2024年05月26日 |
| 植村葉純   | 2022年05月15日 - 2024年06月09日 |
| 吉田姫杷   | 2022年06月26日 - 2024年06月30日 |
| 河野空愛   | 2023年09月24日 - 2024年03月03日 |

## 放送局・放送時間
| 放送局      | 地上波 放送対象地域 | radiko 無料配信地域 | 放送期間                      | 放送基準                     |
| ----------- | ------------------- | ------------------- | ----------------------------- | ---------------------------- |
| ラジオ日本  | 神奈川県            | 関東地方            | 2014年4月05日 -               | 制作局                       |
| YBS山梨放送 | 山梨県              | 山梨県              | 2019年2月10日 - 2019年3月31日 | 日曜20:00 - 20:30（1日遅れ） |

放送時間の変遷
制作局：ラジオ日本
- 土曜27:00 - 27:30（2014年4月5日 - 2014年7月5日）
- 土曜26:30 - 27:00（2014年7月12日 -2015年3月28日）
- 土曜25:30 - 26:00（2015年4月4日 - 2016年9月24日）
- 土曜25:00 - 25:30（2016年10月1日 - 2022年3月26日）
- 日曜24:30 - 25:00（2022年4月3日 - ）

## 公開収録
| タイトル                                                                     | 収録会場       | ゲスト                                 | 収録日         | 放送日                  |
| ---------------------------------------------------------------------------- | -------------- | -------------------------------------- | -------------- | ----------------------- |
| 遊ぶ。暮らす。育てる。SATOYAMA & SATOUMIへ行こう 2015 with 勇気の翼 秋フェス | モラージュ菖蒲 | 石田亜佑美、金澤朋子、稲場愛香         | 2015年11月21日 | 2015年11月28日、12月5日 |
| 遊ぶ。暮らす。育てる。SATOYAMA＆SATOUMIへ行こう 2016                         | パシフィコ横浜 | 石田亜佑美、金澤朋子、稲場愛香         | 2016年03月19日 | 2016年3月26日           |
| 遊ぶ。暮らす。育てる。SATOYAMA＆SATOUMIへ行こう 2017                         | 幕張メッセ     | 石田亜佑美、金澤朋子、山木梨沙         | 2017年03月26日 | 2017年4月1日            |
| 遊ぶ。ふれあう。体験する。SATOYAMA & SATOUMI 秋キャンプ in 小田原            | 小田原アリーナ | 岸本ゆめの、金澤朋子                   | 2017年10月09日 | 2017年10月21日          |
| 遊ぶ。暮らす。育てる。SATOYAMA＆SATOUMIへ行こう 2018                         | パシフィコ横浜 |                                        | 2018年04月01日 | 2018年4月8日            |
| 遊ぶ。暮らす。育てる。SATOYAMA&SATOUMIへ行こう 2022                          | 幕張メッセ     | 岡田ロビン翔子、宮本佳林、マシンガンズ | 2022年04月02日 | 2022年4月10日           |

## ゲスト
- 2014年5月31日、8月9日：石田よしみ（気象予報士、中医薬膳指導員）
- 2014年8月30日、9月6日：東塚菜実子
- 2014年11月1日、11月8日：高野雅子（気象予報士）
- 2015年4月25日：中島早貴
- 2015年5月9日：カントリー・ガールズ
- 2015年6月20日：元祖爆笑王
- 2015年11月28日、12月5日：石田亜佑美、金澤朋子、稲場愛香
- 2015年12月12日、12月19日：Bitter & Sweet
- 2016年3月26日：石田亜佑美、金澤朋子、稲場愛香
- 2017年4月1日：石田亜佑美、金澤朋子、山木梨沙
- 2017年6月3日：Bitter & Sweet
- 2017年10月21日：岸本ゆめの、金澤朋子
- 2018年7月28日、8月4日：上々軍団
- 2018年12月29日、2019年1月5日：小片リサ、秋山眞緒
- 2022年8月14日、8月21日：窪田七海

## 関連番組

### SATOYAMA in KANAGAWA
基礎情報
- 放送局：RFラジオ日本
- 放送枠：『ヨコハマ・ラジアンヌスタイル』
- 放送期間：2012年10月3日 - 2014年3月26日
- 放送時間：水曜13:20 - 13:30頃

概要
SATOYAMA movementの関連番組。2014年4月5日からは『Hello! SATOYAMA&SATOUMI Club』に継承された。
出演者
出演者の呼称は「ナビゲーター」。
- 光井愛佳
2012年10月3日 - 2014年1月15日
- 宮崎由加（Juice=Juice）
- 須藤茉麻（Berryz工房）
- 矢島舞美（℃-ute）

### SMS1422（SATOYAMA movement ステーション1422）
基礎情報
- 放送局：RFラジオ日本
- 放送日時：2013年2月24日 日曜24:30 - 25:15

概要
「Forest For Rest 〜SATOYAMAへ行こう〜 SATOYAMA movement in YOKOHAMA」の事前番組。
『BZS1422』と『SS1422』を連結させた放送枠で、両番組を休止して放送された。
出演者
- 徳永千奈美（Berryz工房）
- 竹内朱莉（スマイレージ）

### 和田彩花のラジカントロプス2.0〜SATOYAMA movement スペシャル〜
基礎情報
- 放送局：RFラジオ日本
- 放送枠：『ラジカントロプス2.0』第291回
- 放送日時：2013年2月25日 月曜25:00 - 26:00

概要
「Forest For Rest 〜SATOYAMAへ行こう〜 SATOYAMA movement in YOKOHAMA」の事前番組。
出演者
- パーソナリティ：和田彩花（ピーベリー）
- 聞き手：福田良平